# Клюг, Фердинанд
Фердинанд Клюг (венг. Klug Nándor; 18 октября 1845, Коттербах — 14 мая 1909, Будапешт) — венгерский физиолог.

## Биография
Родился в Венгрии, высшее образование получил в Будапеште и Вене, в 1870 доктор медицины, в 1871—1877 ассистент при Физиологическом институте в Будапеште, в 1878 назначен экстраординарным профессором физиологии, затем перешёл в качестве ординарного профессора в Колосвар, а в 1891 занял кафедру в Будапеште.
Научные исследовании Клюга касаются физиологии человека и позвоночных животных; он впервые доказал, что ганглии сердца содержат лишь униполярные клетки, что сжимание сердца происходит в направлении от вершины к основанию (1880—1883) и т. п. Из числа работ Клюга важны следующие: «Das Cort’sche Organ» (1873); «Lehrbuch der Physiologie» (1888, 2 изд., 1892); «Physiologie der Sinne» (1896). Большинство научных трудов Клюга появилось в немецких и венгерских журналах по физиологии.